# Scipio de Palma
Scipio de Palma, född omkring 1567, eller snart därefter, död 27 september 1605 i slaget mot polackerna vid Kirkholm nära Riga i Lettland, var en italiensk-svensk adelsman, ryttmästare och kavalleriofficer i den lutherska svenska armén och överste i Karl IX:s armé.
Scipio de Palma var son till den italiensk-polske adelsmannen och hovmannen Antonius de Palma och hans hustru Jeduice de Palma. Hans föräldrar hade kommit till Sverige vid hertig Johans och Katarina Jagellonicas bröllopsfölje 1562. Bröllopet mellan dessa hade stått den 4 oktober 1562 i Vilnius i sydöstra Litauen, några år innan han själv föddes.
Scipio de Palma fick växa upp vid kung Johans och drottning Katarinas hov eftersom hans föräldrar hade hovtjänst. I ålder var han ungefär jämnårig med kungabarnen Sigismund och Anna.
Då Scipio de Palma var i 2-årsåldern blev hans far belönad för sin trogna tjänst vid hovet och 1569 gjorde Johan III honom till fogde på kungsgården Torvesund. Två år senare framgår det av ett donationsbrev från 1571 att kungaparet, Johan III och Katarina Jagellonica, skänkte Kyrkbyn i Järfälla, Björkeby i Järfälla samt Görvälns gods vid Görvälnsfjärden vid Mälaren och de underlydande gårdarna i Järfälla till fogden på Torvesund, således till fadern Antonius de Palma.

## Biografi

### Uppväxt och utbildning

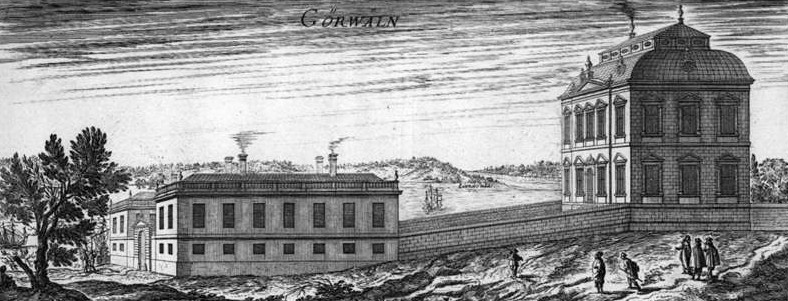
Scipio de Palma bodde under sin tonårstid på 1570-talet på Görväln. Bilden visar Görvälns slott på 1670-talet, hundra år senare. Ur Suecia Antiqua et Hodierna.

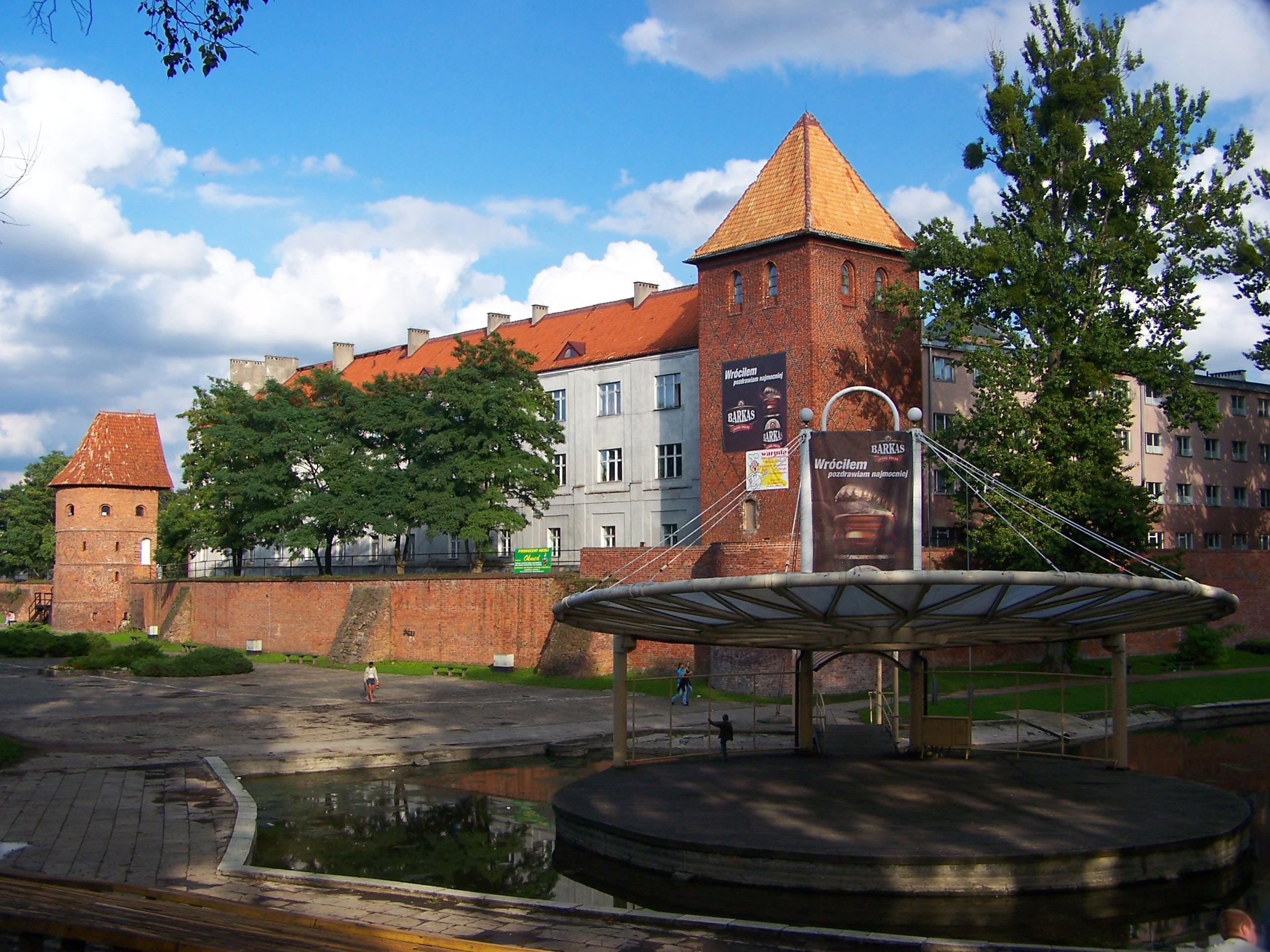
Scipio de Palma studerade vid anstalten som idag heter Lyceum Hosianum. Den katolska prästutbildningsanstalten instiftades år 1568 i Braunsberg (Braniewo).

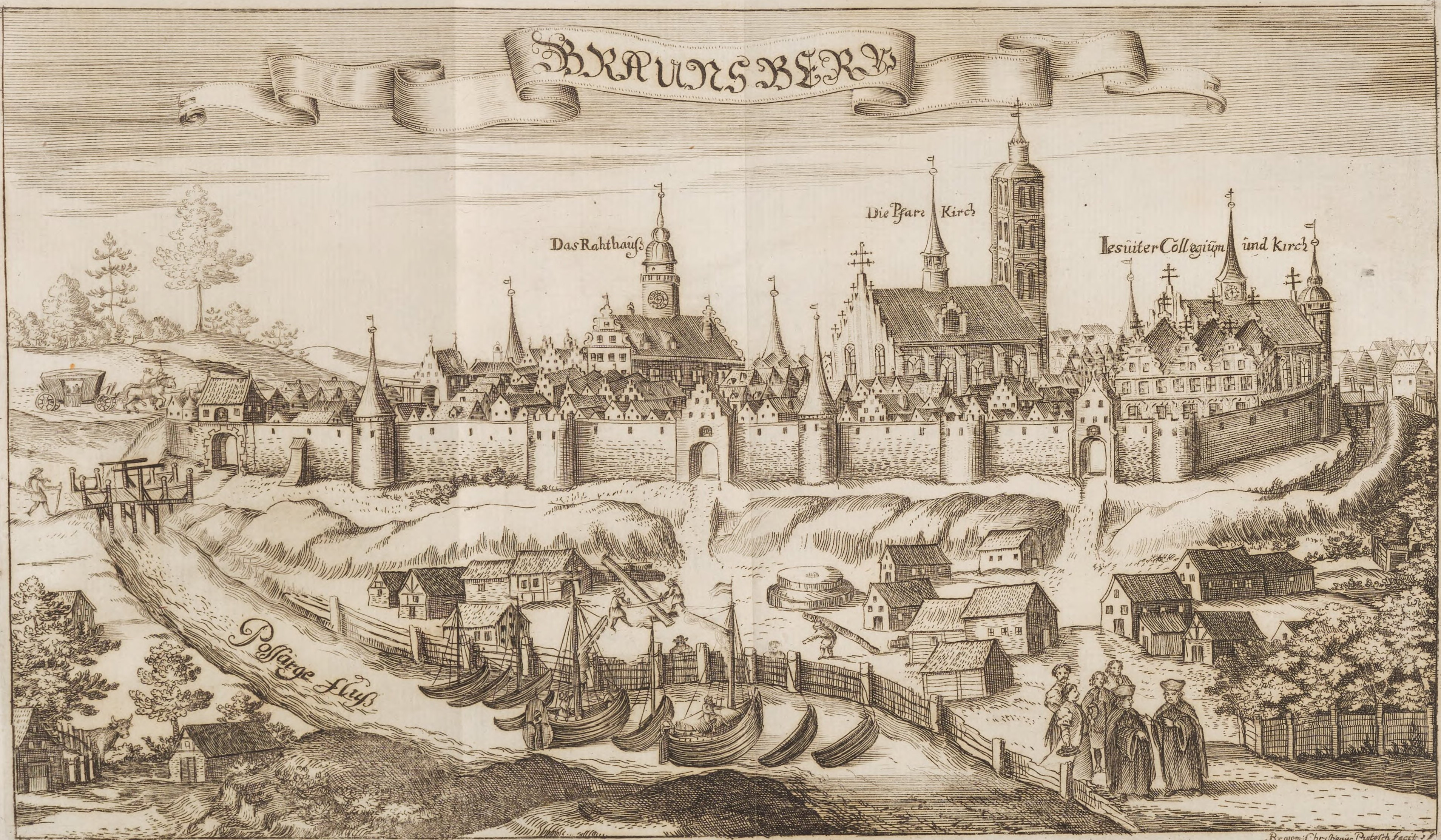
Scipio de Palma studerade i Braunsberg på 1580-talet. Gravyr över Braunsberg (Braniewo) från 1684. Vy från floden Pasłęka (tyska: Passarge), som är 120 km lång, i Ermland-Masuriens vojvodskap i Polen. Floden Pasłęka rinner ut nedanför Braniewo i Zalew Wiślany. Altes und neues Preussen, Christoph Hartknoch (1644–1687), han var en preussisk historiker och lärare.

När Scipio var i tioårsåldern flyttade familjen till Görväln i Järfälla. Han växte där upp med faderns hästar. Scipio valde så småningom att bli kavalleriofficer. Genom att studera teologi vid en katolsk prästskola skaffade han sig dock först en boklig bildning. År 1585 var han en av de 50 unga svenskar som studerade vid jesuitkollegiet i staden Braunsberg eller Braniewo (tyska: Braunsberg, latin: Brunsberga) i det då polska Preussen (Ostpreussen). För Scipio var prästskolan nog främst ett sätt att få en högre utbildning utan stora egna kostnader. Det spelade antagligen också in att han hade katolska föräldrar. Men Scipio de Palma blev ändå ingen missionär. Istället föredrog han att bli officer i den lutherska svenska armén.
Ändamålet för skolan i staden Braunsberg var att utbilda unga män till missionärer för att återvinna Norden till katolicismen. Braunsberg är en stad i Ermland-Masuriens vojvodskap nuvarande Polen vid den segelbara floden Pasłęka vid Östersjöns kust. År 1568 instiftades den katolska prästbildningsanstalten av den kände kardinalbiskopen Stanislaus Hosius. Hans verksamhet avsåg att uppfostra unga män till Nordens återvinning för katolicismen. Jesuitkollegiet var en utbildningsanstalt som understöddes av Johan IIIs:s gemål drottning Katarina Jagellonica, särskilt i hennes testamente 1583 där hon testamenterade 10.000 daler till anstalten. Skolan kom till vid en tid då Johan III drömde om fred och samförstånd mellan katoliker och protestanter. Skolan arbetade hårt för ett kompromissavtal med påven. Men Gustaf II Adolf avbröt verksamheten då han 1626 erövrade staden. Han skickade då 1.353 arbeten från anstaltens bibliotek till Uppsala. Anstalten indrogs i början av 1800-talet, men återställdes år 1818 igen under namnet Lyceum hosianum. Staden var i svensk besittning 1626-1635, men den belägrades 1627 av polackerna. Polackernas försök att med borgerskapets hjälp överrumpla staden omintetgjordes av kommendanten Anders Eriksson Hästehufvud. Braunsberg intogs åter av svenskarna i februari 1659 under polsk-svenska kriget 1655-60.

### Scipio de Palma i 20-årsåldern
Då Scipio de Palma var i 20-årsåldern behövde han kapital för någon egen verksamhet. Vid den tiden var fadern död och modern lär ha svarat för gårdshushållet. Därför belånade han gården vid Björkeby i Järfälla för 100 daler. Man kan anta att han då ville göra någon upprustning av Görvälns stuteri vid Henrikstorp i Järfälla. Det framgår av en rättegång från 1597 att han sysslade med hästar på Görväln. Enligt rättegångsprotokollet dömdes då en person till döden för att ha stulit en häst från Scipio de Palma.

### Officer i hertig Karls armé 1599

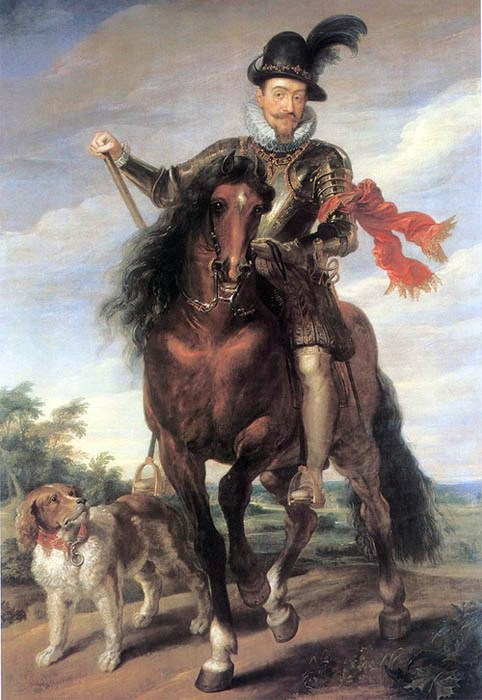
Ryttarporträtt av Sigismund, kung av Polen och Sverige, cirka 1624. Målning av Peter Paul Rubens ateljé, olja på duk, 184 x 266 cm. Nationalmuseum, Stockholm.

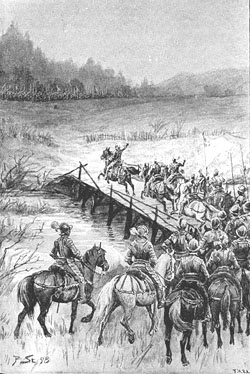
Teckning över Slaget vid Stångebro i kriget mot Sigismund den 25 september 1598, av okänd konstnär.

Snart därefter upphörde dock Scipios verksamhet med Görvälns stuteri. Ett hinder var kriget mellan Sigismund och hertig Karl 1598. Då tjänstgjorde Scipio de Palma som officer i hertig Karls armé, där han 1599 var ryttmästare. Ryttmästaren var en officersgrad inom det militära i kavalleriet som motsvarade kaptensgrad i andra truppslag. Innan reformen från år 1626 hade kavalleriet varit indelat i fanor, vars chef kallades ryttmästare och infanterienheten kallades fänika. I fredstid bestod en fana av ca 150 ryttare, vid strid normalt av ca 500 ryttare, men de kunde vara ännu fler. Under slutet av medeltiden och ända in på 1600-talet betecknade en fänika (eller fännika, tyska: Fähnlein, liten fana) en avdelning fotfolk som följde en fana, där dess styrka sällan överskred 500 man. Ett regemente var ett antal fänikor som förenades.
Till en verklig kraftansträngning samlade sig Sigismund 1598, sedan han beslutat sig för en väpnad expedition till Sverige. Avsättningskriget mot Sigismund mellan polsk-svenske kungen Sigismund och hans riksföreståndare i Sverige hertig Karl åren 1598-1600 var ett inbördeskrig som resulterade i att hertig Karl, sedermera kung Karl IX, erövrade den svenska tronen från Sigismund. I sin tur medförde detta inbördeskrig att Svensk-polska unionen upplöstes samt att den svenska kyrkans reformation och det svenska prästerskapet och Sverige som land slutligen konsoliderades i enlighet med kung Karl IX:s evangelisk-lutherska trosuppfattning. Senare övergick stridigheterna i Andra polska kriget (1600-1629).
Kung Karl IX:s tid vid makten dominerades av konflikten med Sigismund i Polen. Svenskarna drabbades av svåra motgångar vid striderna, som främst utkämpades i Baltikum. Slaget vid Kirkholm i september 1605 var det värsta militära nederlag som någonsin drabbat en svensk armé. På den svenska sidan stupade 8.000 av de 11.000 man som deltog i drabbningen. Sveriges krig mot Polen under Karl IX:s tid på tronen var sammantaget ett misslyckande. Planerna på att lägga hela Livland under svensk kontroll gick om intet. Ett nytt riksråd hade skapats redan 1602. I riksrådet var många av ledamöterna nykomlingar och som stod Karl nära, men några medlemmar ur den gamla högadeln fanns också på plats. Det dröjde ända till 1603 innan hertig Karl började titulera sig kung, trots att hertigen hade stärkt sin ställning i riket och i realiteten var ohotad. Hans ställning som svensk regent bekräftades av riksdagen följande år, 1604. Men inte förrän ytterligare tre år senare, i mars 1607, ägde kröningen rum. För Karl återstod det att säkra makten för sig själv sedan Sigismund hade drivits bort och avsatts. Han säkrade makten genom att gå mycket hårt fram mot såväl verkliga som misstänkta fiender. Det var främst rådsaristokratin som drabbades av detta.

### Ägare till Görvälns gård år 1600

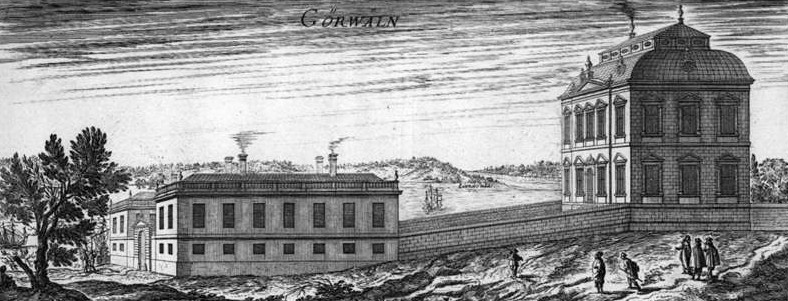
Görvälns slott på 1670-talet i Suecia Antiqua et hodierna.

År 1600 och 1603 uppträdde Scipio de Palma inför rätten som ägare till Görvälns gård i Järfälla, men på ett sätt som visade att han inte kunde följa med vad som hänt där. År 1600 fick han en dom på att det olagligt och utan hans lov hade anlagts två torp på Görvälns mark. De två nyanlagda torpen var Kärrboda och Stenhaga. Tre år senare, år 1603 ville Scipio de Palma lösa björkebylånet, men han fick då i rätten veta, att långivaren var död och att gården hade förlänats till en annan ägare. Sedan fick han på något sätt gården tillbaka. År 1603 hade Scipio de Palma fått medel att betala sin skuld. Att han fått medel kan ha berott på att Kronan hade köpt hans hästar för krigstjänst.

### Görvälns stuteri 1577-1605

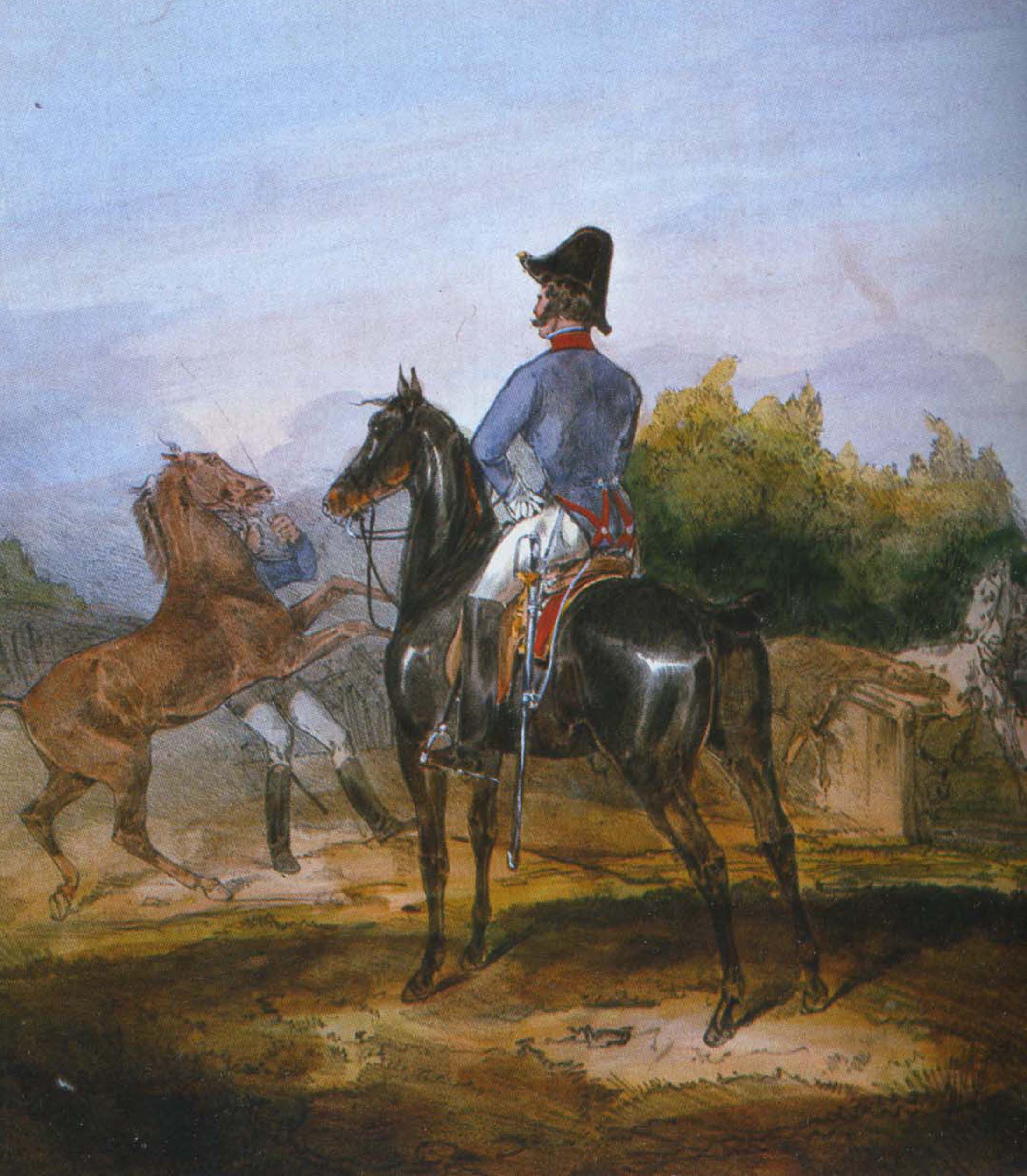
Vid Henrikstorp vid Görväln anlades ett stuteri, Görvälns stuteri, för uppfödning av hästar åt armén, det vill säga leverans av unghästar, remonter, som skulle genomgå grundläggande utbildning för krigstjänst. Bilden visar en österrikisk remonteringsofficer från perioden 1835-1843.

Scipio de Palmas far Antonius de Palma hade år 1577 lämnat tjänsten som fogde i Torvesund och flyttat till Görväln år 1577. Samma år anlade Antonius de Palma på Görväln en avelsgård för arméns behov, men han bosatte sig inte på någon av de gamla gårdarna vid Görväln. Istället byggde han en helt ny gård strax söder om Görvälnsgårdarna. Han byggde sitt gårdscentrum vid Henrikstorp där hästar föddes upp för arméns behov. Stuteriet tycks under alla omständigheter ha upphört före 1605. Då bytte han bort Görväln till Svante Bielke (1567-1609). Svante Bielke var anhängare till hertig Karl, som 1599 utnämnde honom till lagman i Smålands lagsaga och ståthållare över Kronobergs län. När Svante Bielke övertog Görväln var han riksråd och rikskansler sedan 1602. Svante Bielke tillhörde hertig Karls parti redan tidigt och han kom sedan hertig Karl definitivt övertagit makten i Sverige att tillhöra rikets främsta män.
Bielke blev friherre 1608, men avled 1609, och han var gift med Elisabet Stensdotter Leijonhufvud, död 1612. Hon var dotter till Sten Eriksson Leijonhufvud och fick med Svante Bielke sonen Sten Svantesson Bielke. Men då Scipio de Palma bytte bort Görväln sägs det inte något om vare sig stuteri eller hästar. I utbyte fick han åtta gårdar i Österby i Vallby socken i Uppland. Vallby socken ligger söder om Enköping med Mälarfjärden Svinnegarnsviken i väster. Redan två månader senare, den 1 juli 1605, efter att han hade bytt bort Görväln, stupade Scipio de Palma endast 38 år gammal i slaget vid Kirkholm mot polackerna nära Riga, cirka 25 km sydost om Riga, i Livland, i nuvarande Estland och Lettland. 

### Överste i Karl IX:s armé

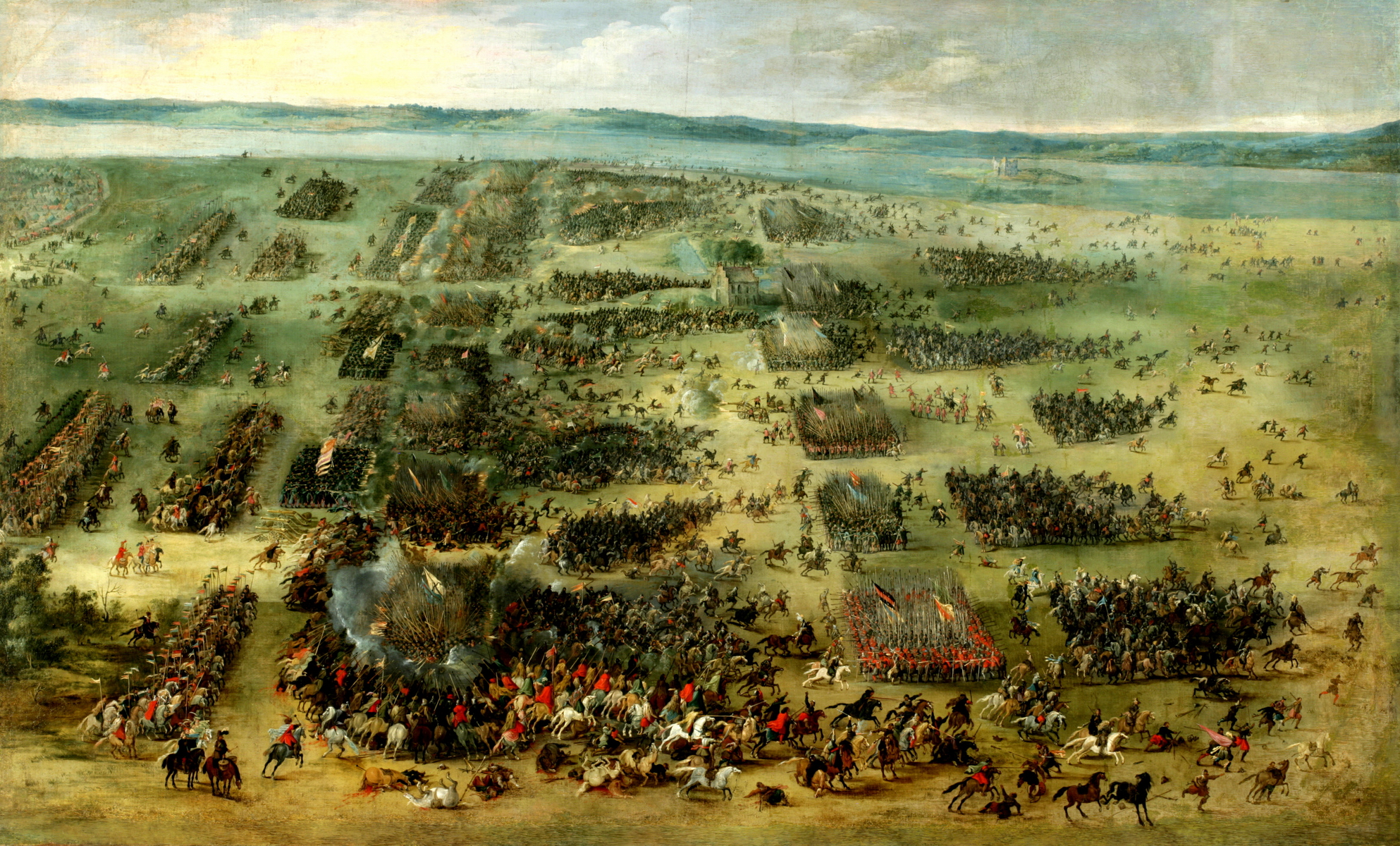
Slaget vid Kirkholm, det andra polska kriget. Målning av Peter Snayers (1592-1666) från 1630. Château de Sassenage, Sassenage, Frankrike.

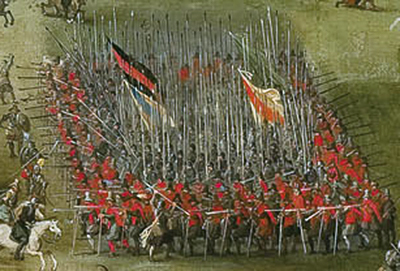
Slaget vid Kirkholm, det andra polska kriget. Målning av Peter Snayers (1592-1666) från 1630. Château de Sassenage, Sassenage, Frankrike.

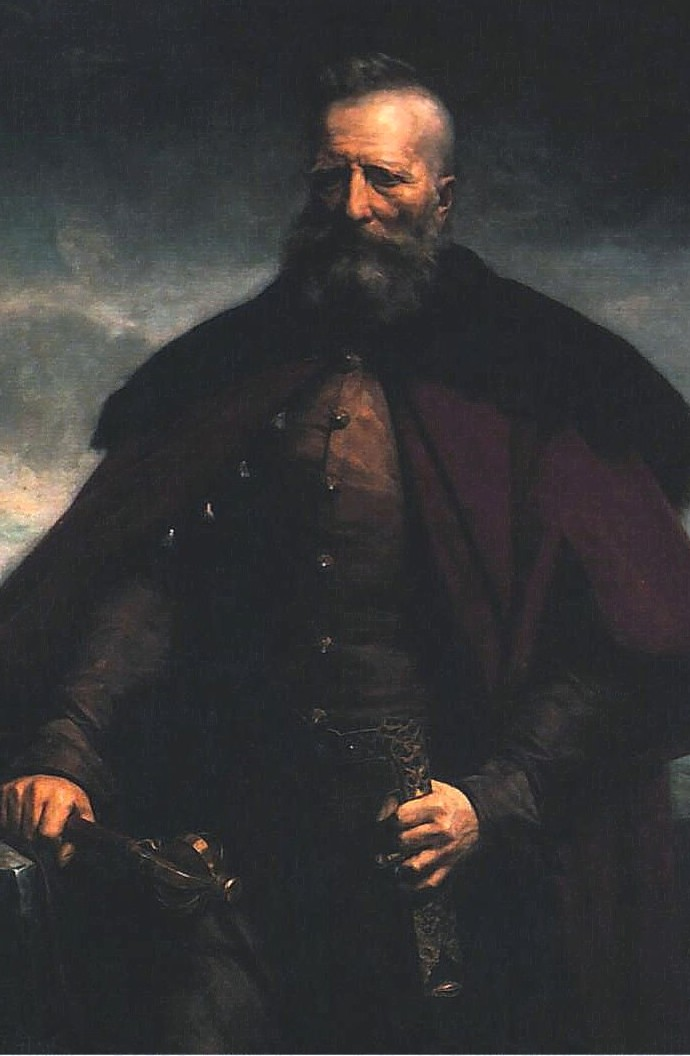
Överste Jan Karol Chodkiewicz (1560-1521). Han var hetman. Det var en titel som användes under 1400- till 1700-talet och motsvarade överbefälhavarens titel i de polska, litauiska och kosackiska militära styrkorna under det polsk-litauiska samväldets tid. Oljemålning av Leon Kapliński (1827-1873) från 1868. Muzeum Okręgowe w Toruniu, Toruń, Polen.

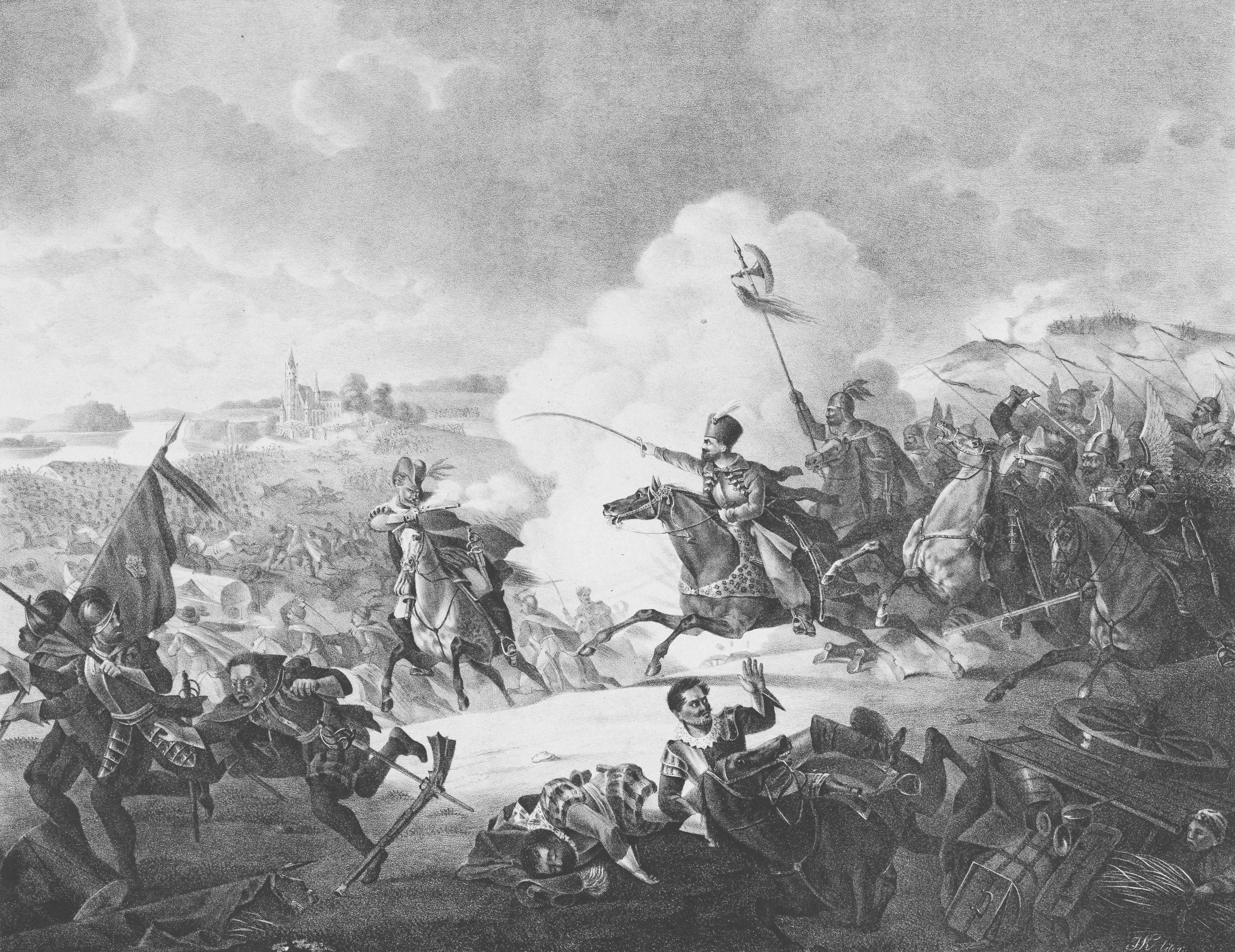
Scipio de Palma stupade i strid i Slaget vid Kirkholm 1605. Efter slaget vid Kirkholm blev fälthetmannen Jan Karol Chodkiewicz från år 1605 storhetman i Litauen.

Scipio de Palma blev överste i Karl IX:s armé 1605. Slaget vid Kirkholm (på lettiska Salaspils) var ett fältslag som stod mellan Sverige och Polen-Litauen under andra polska kriget den 27 september 1605 (enligt den gamla kalendern, den julianska kalendern, som vid denna tid användes i Sverige var det den 17 september 1605). Svenska armén led ett av sina svåraste nederlag genom tiderna vid detta slag mot en polsk litauisk ryttarhär. Staden Salaspils är känd för slaget vid Kirkholm, då den svenska armén under befäl av Karl IX led ett av sina svåraste nederlag genom tiderna mot en polsk-litauisk ryttarhär om cirka 4 000 man vars stomme utgjordes av lansbeväpnade bevingade husarer. Den nära 12 000 man starka svenska hären förlorade bortåt 7 500 man, vilket är jämförbart med förlusterna i slaget vid Poltava 1709. Sett till förlusterna av härens totala antal är förlusterna vid Kirkholm avsevärt större än de vid Poltava. Hären bestod av 3 600 man och stommen utgjordes av lansbeväpnade bevingade husarer. Svenskarna, den svenska armén, hade omkring 11 000 man under ledning av hertig Karl (senare Karl IX) och mötte 3 400 polska soldater ledda av den lettiske (polske) generalen fälthetmannen Jan Karol Chodkiewicz (1560-1621). Chodkiewicz blev 1601 litauisk fälthetman och från 1605 blev han Litauens storhetman.
Den polske generalen Chodkiewicz vann med underlägsna styrkor en förkrossande seger över Karl IX i slaget vid Kirkholm och därmed blev den svenska armén krossad. Den svenska armén led trots tredubbelt fler man ett överlägset stort nederlag med bortåt 9 000 man som stupade. Hertigen kom undan med rena förskräckelsen. Antalet stupade översteg förlusterna i Slaget vid Poltava 1709. Förlusterna vid Kirkholm var avsevärt större än vid slaget vid Poltava sett till härens totala antal. Interna problem hindrade emellertid Sigismund från att göra sin seger fullständig och svenskarna kunde regruppera sina styrkor. Därför fortsatte kriget utan något fullständigt avgörande fram till 1621 då svenskarna tog kontroll över Livland.

### Familjeförhållanden
Scipio de Palma, som i vapnet förde en halv björn, kom senare att gifta sig med hovjunkarens dotter Uriana Danielsdotter Hund (död 1659, mellan 13 maj och 21 oktober 1659) av den ointroducerade adliga ätten Hund. Hon var dotter till Daniel Hansson Hund och hans första hustru Emerentia Bengtsdotter Örnflycht. Hennes far, Daniel Hansson Hund (född troligen 1541, död 1611), var krönikeförfattare och tjänstgjorde vid hovet som kammarjunkare vid hertig Karls hov. Han är känd som författare av Erik XIV:s krönika, som skrevs mellan 1605 och 1607. Titeln som helhet lyder Konung Erik XIV:s krönika, på rim eller uti en visa författad af Daniel Hansson Hund till Rombelberg. En senare upplaga (1847) var utgiven efter äldre handskrifter av Fredrik August Dahlgren 1816-1825. Uriana Hunds far hette från början Daniel Hansson och han adlades 27 mars 1590, men var ej introducerad, under namnet Hund. Han hade gift sig på Ekolsunds slott i augusti 1581 med Emerentia Bengtsdotter Örnflycht. En syster till Uriana hette Elisabeth Danielsdotter Hund (1602-1674).
Liksom Scipio de Palmas egen far, Antonius de Palma, tillhörde Daniel Hansson Hund också hovuppvaktningen. Daniel Hansson Hund var kammarjunkare hos hertig Karl och sedan hovmästare eller kavaljer hos hertiginnan Sofia av Sachsen-Engern (Sofia Vasa), som var bosatt på Ekolsunds slott mellan 1568 och 1611. Gustav Vasas dotter Sofia Vasa var gift med hertig Magnus II av Sachsen-Lauenburg och deras son Gustav av Sachsen-Engern-Westfalen uppfostrades ensam av sin mor Sofia på Ekolsund. Fadern, hertig Magnus II av Sachsen-Lauenburg, lämnade Sverige 1578, då han utvisades av Johan III på grund av hustrumisshandel. Johan III tvingade hertig Magnus att gå med på att lämna sonen Gustav i modern Sofias vård. Daniel Hansson Hund gifte sig andra gången före 1602 med Constantia N.N. och tredje gången med Margareta N.N. Daniel Hansson Hund avled 1611 och begravdes i Överselö kyrka i Södermanlands län, där hans vapen finns.
Efter Scipio de Palmas död 1605 gifte Uriana Hund om sig 1608 med den svensk-tyske diplomaten Hieronymus II von Birckholtz (ca 1565-1618) i hans andra gifte. Uriana Hund är begraven i andre mannens grav i Överselö kyrka i Södermanland.
Scipio de Palma och hustrun Uriana Hund hade en son, Åke de Palma (död 1654), som blev en av förfäderna till den adliga ätten av släkten Reuterswärd. Ätten introducerades på Riddarhuset med nummer 1210 med adlig rang den 3 november 1693. Ättens stamfader är officeren Anders Svensson Hof som adlades med namnet Reuterswärd den 20 augusti 1690. Den andra sonen hette Daniel de Palma.
Urianas far tjänstgjorde vid hovet och det gjorde också både Scipio de Palmas och Svante Bielkes föräldrar. Scipio de Palma och Svante Bielke var jämngamla och de var gissningsvis kamrater vid någon av hovets undervisning. Kung Johans barn var i samma ålder. Johans fyra barn med Katarina Hansdotter var födda åren 1556-1561, alltså var de något äldre än Scipio, men efter att Johan hade gift sig med Katarina Jagellonica blev han far till ytterligare fyra barn. De två äldsta barnen, Elisabeth, kallad Isabella (1564-1566), som emellertid avled 2 år gammal, och Sigismund, född 20 juni 1566, var båda födda under föräldrarnas fångenskap på Gripsholms slott. Föräldrarna satt fängslade på Gripsholm i fyra år, åren 1563-1567. Två år senare föddes dottern Anna Vasa i maj 1568 på Eskilstuna kungsgård strax efter att föräldrarna hade släppts ur fängelset på Gripsholms slott och året därefter besteg Johan III tronen. Sonen Johan, som fick titeln hertig Johan av Östergötland, föddes i april 1589 på Uppsala slott. Hertig Johans mor var Gunilla Johansdotter (Bielke af Åkerö) och han var såldes halvbror till Sigismund och brorson till Karl IX och kusin till Gustav II Adolf. I relation till Scipio de Palma själv var således Kronprins Sigismund ett år äldre och prinsessan Anna ett år yngre än pojkarna. Scipio de Palmas familj flyttade till Görväln i Järfälla. Senare kom Scipio att gifta sig med hovjunkarens dotter, Uriana Hund, vilket tyder på att familjen de Palma hade kvar sina kontakter med hovet även när de bodde på Görväln.

### Scipio de Palma stupade vid Kirkholm 1605

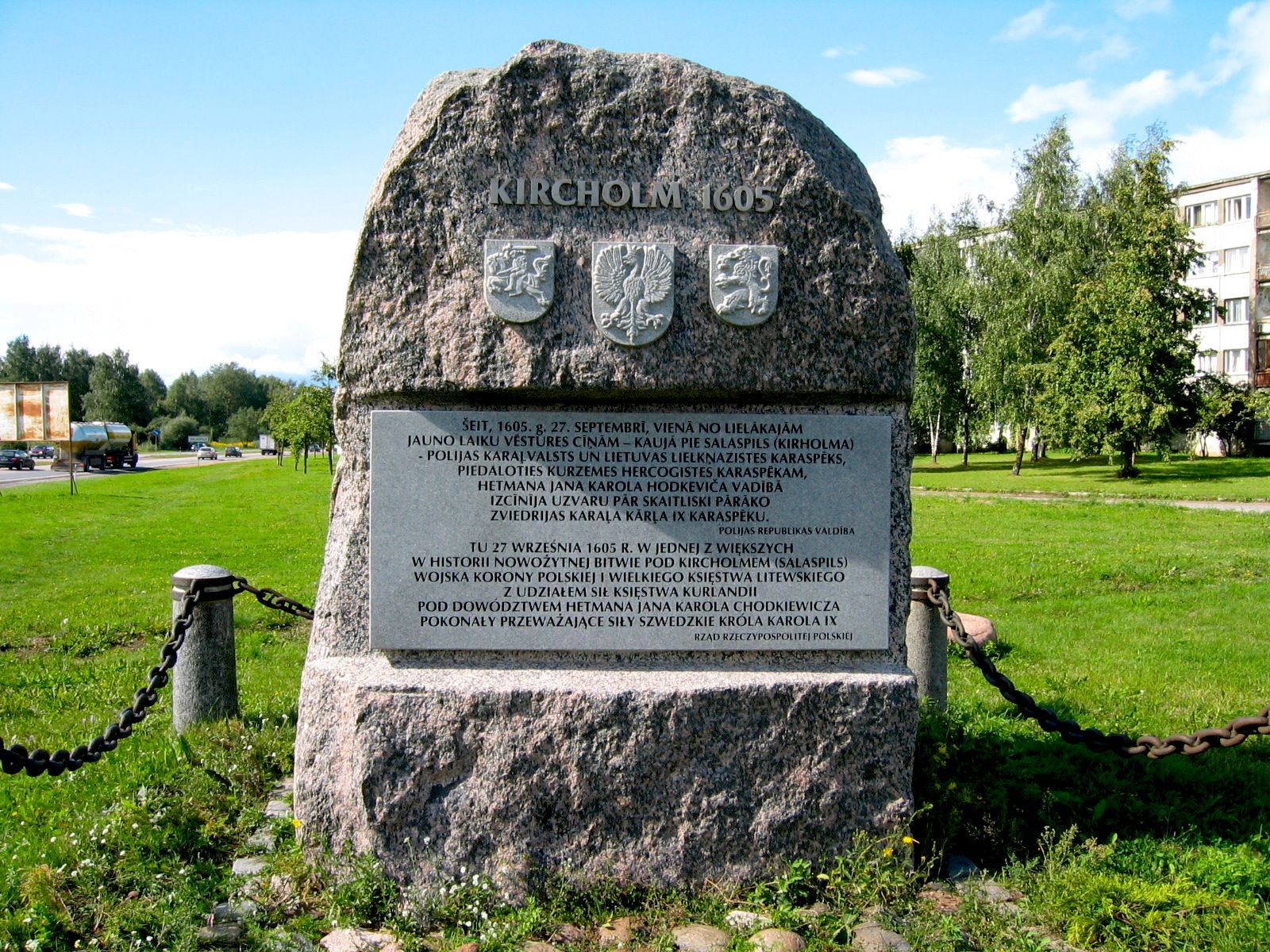
Minnesmonument över Slaget vid Kirkholm, som var den 27 september 1605 vid Salaspils (på lettiska: Salaspils, på tyska: Kirchholm), en stad i Lettland cirka 25 km sydost om Riga, i Livland i Lettland.

Den 27 september 1605 stupade Scipio de Palma i fältslaget vid Kirkholm nära Riga i Lettland. Det var under det andra polska kriget mellan Sverige och Polen-Litauen som stod den 27 september 1605. Fältslaget stod mellan Sverige och Polen-Litauen, det Polsk-litauiska samväldet, under andra polska kriget. Men enligt den gamla kalendern, som var den Julianska kalendern, som användes i Sverige med denna tid var det den 17 september 1605. Slaget vid Kirkholm var en av militärhistoriens största förluster, den andra i svensk lärdom, dessutom svårare än Poltava hundra år senare, 1709. En svensk vid namn Henrik Wrede, som var ryttmästare, stupade under slaget vid Kirkholm vid Salaspils efter att ha givit sin häst till kung Karl IX, vars häst blivit nedskjuten och räddade kungen, genom att ge denne sin egen häst. Kungen mottog hästen och flydde, men Henrik Wrede blev kvarlämnad på slagfältet. Vid slaget nergjordes fullständigt 11.000 svenskar av 3.500 polska ryttare, bara ett par tusen svenskar kom undan. Vid den tiden var det polska rytteriet det bästa i världen. Under det resterande 1600-talet fick lärdomen avgörande betydelse för Sveriges agerande som militärnation.